# جمعية الدوائية البريطانية

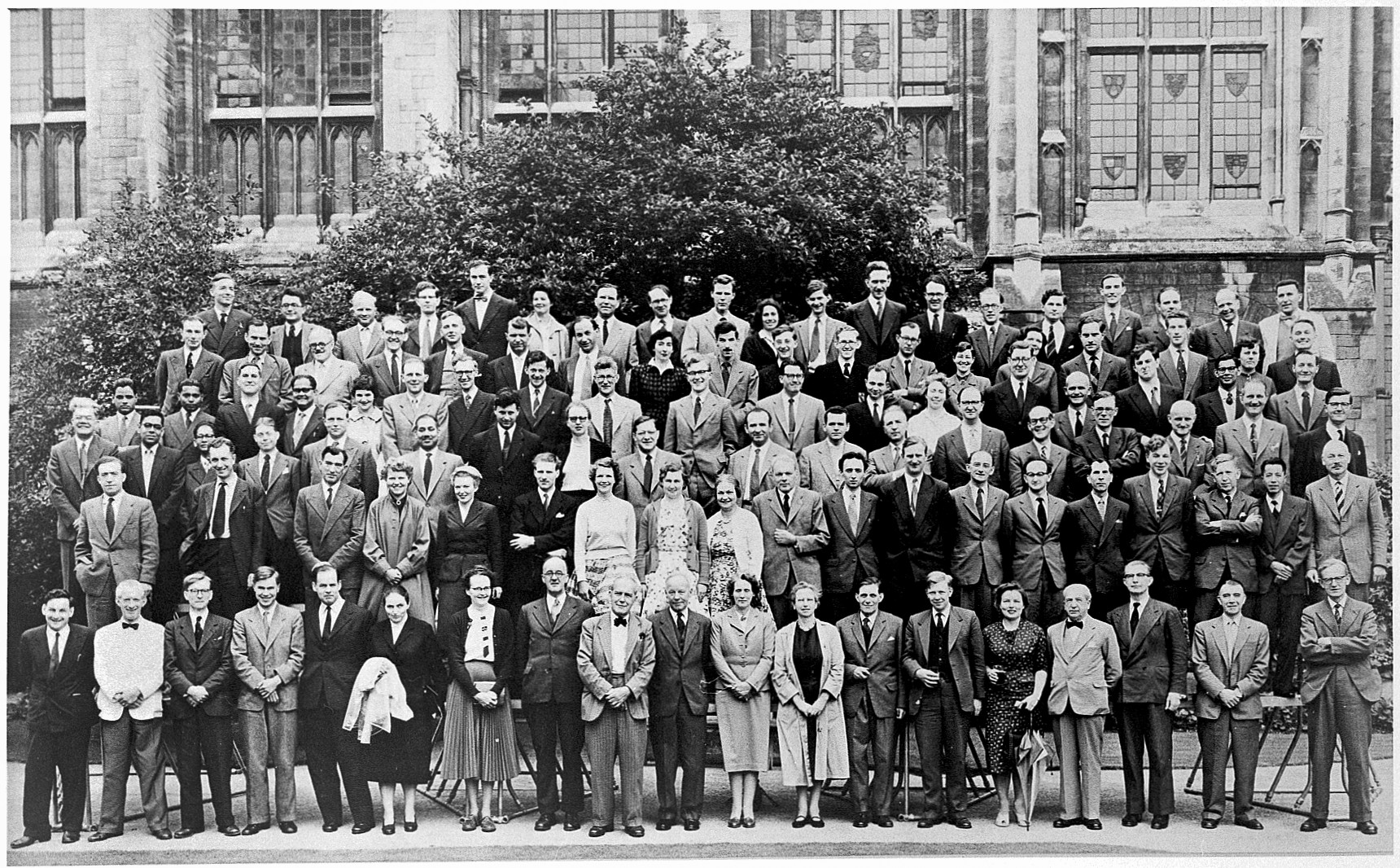
أوائل اعضاء جمعية الدواء البريطانية

الجمعية الدوائية البريطانية (بالإنجليزية: British Pharmacological Society)‏ و يرمز لها بالرمز (BPS) هي مجتمع للصيادلة المعنية بالبحوث في مجال الأدوية و طريقة عملها. يعمل أعضاء الجمعية في الأوساط الأكاديمية والصناعة و الهيئات التنظيمية و الخدمات الصحية، والعديد منهم مؤهلين طبياً.